# 外遇

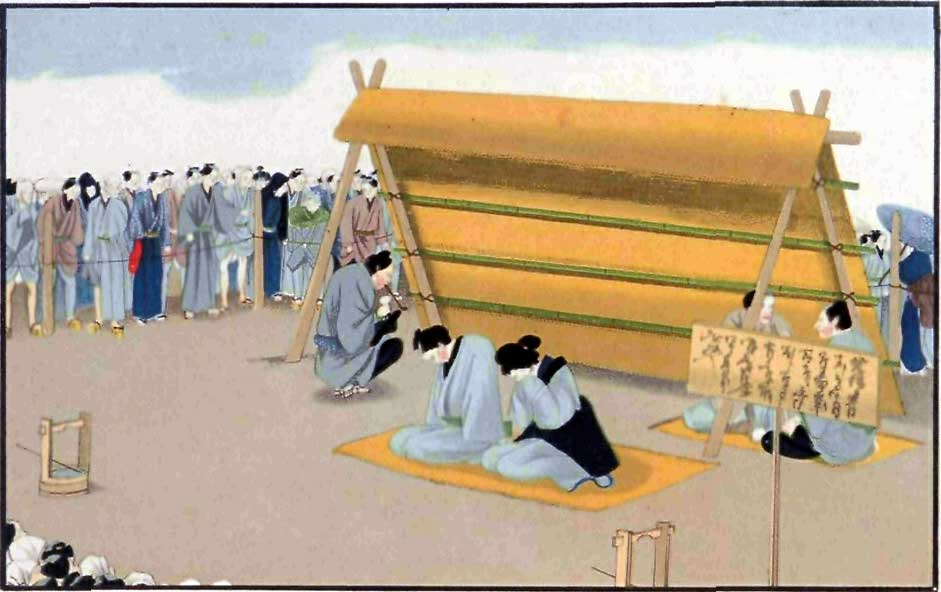
江戶時代，因通姦被示眾的男女（引自《日本の礼儀と習慣のスケッチ》，1867年出版）

外遇（Affair），或稱作偷情、偷食、偷腥、出軌、不貞（Infidelity）、有染、劈腿、第三者插足，是指在已婚或是情侶關係中與其他人發生亲密关系、情愛或性關係，對於已婚者則可依其性質稱爲婚外情（戀），若已婚者與其他人發生性關係，則是婚外性行為。外遇的定義依不同研究領域有些許不同，在社會學辭典和法律实务中，外遇即指已婚者自願與非配偶者性交（通姦）；若僅有「思想或行為上的不貞」而無實際的性接觸，可稱之為精神外遇。开放式关系的婚外情常被外人误指为“出轨”，但若符合伴侣双方事前合意的协议，反而实为“在轨”。

## 人類學
在人類學的觀點中，外遇是延續該種族的策略之一。美國人類學者海倫·費雪對42本民族誌進行查閱，發現其中所提的民族皆有婚外情的情形。1940年代，人類學者莫達克（Murdock）對古今148個社會調查的結果中指出，有120個社會視外遇為禁忌，19個社會設有外遇條件，5個社會完全容許婚外情。

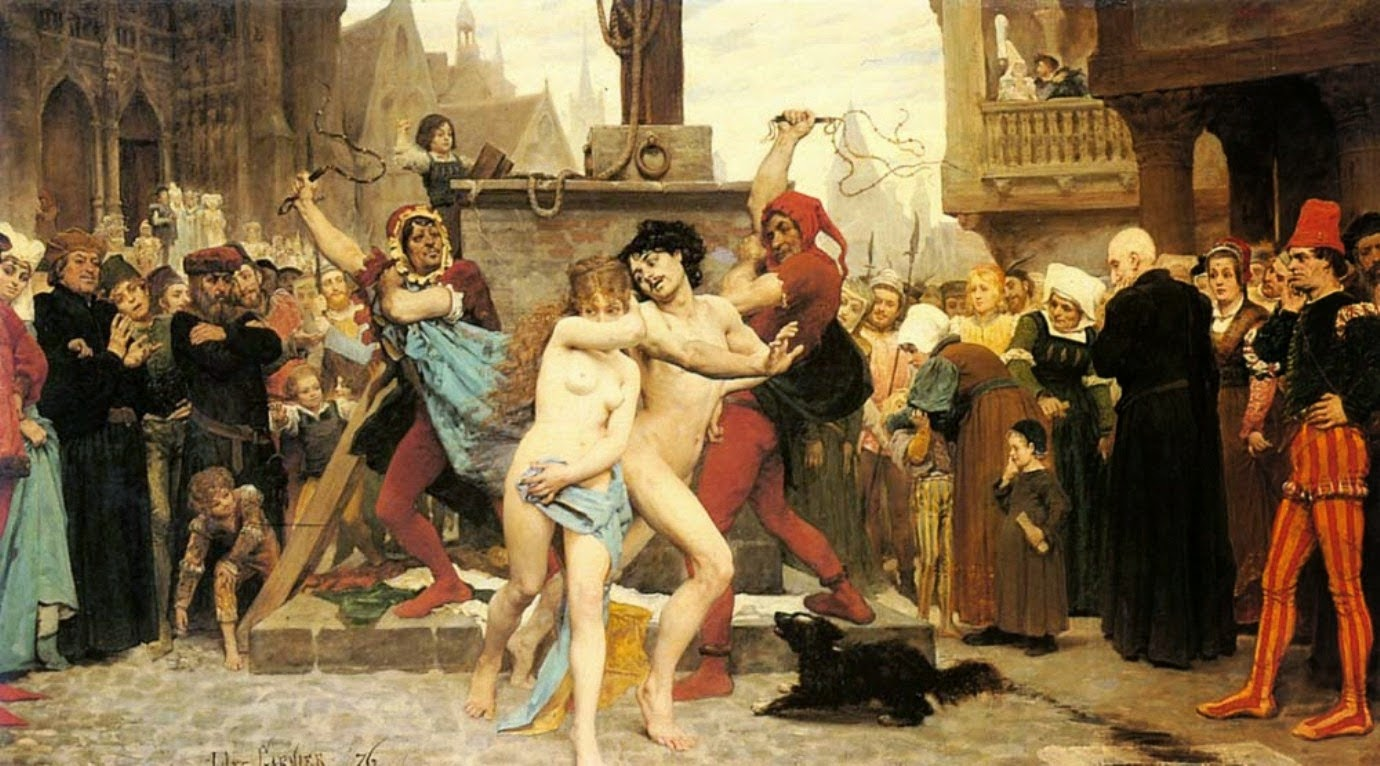
"Le supplice des adultères" Jules Arsene Garnier繪

## 兩性外遇
東亞傳統婚姻制度通常為一夫一妻制或一夫一妻多妾制。雖然不少朝代律例禁止男子娶第二位正妻，但亦有些時代容許平妻。
傳統父權社會對於兩性外遇有不同的看法。中文對於男性發生外遇行為則形容為風流倜儻、齊人之福、拈花惹草等，女性應稍加「容忍」；形容女性外遇行為的詞語有紅杏出牆、水性楊花、不守婦道、討契兄（讨情夫，閩南語發音）。中華传统形容妻子發生婚外情為丈夫“戴綠帽”，可藉此羞辱丈夫無能，丈夫亦視之為妻子對自己的羞辱。中文俗語對男性外遇亦有性別偏見，粵語有俗語「十個男人九個滾，剩番一個仲諗緊」；官話有俗語“十个男人九个嫖”，下句是“还有一个性功能障碍”或“还有一个在动摇”。
單配偶制社會中，例如近年中國大陆、臺灣等地，亦有已婚者結交無感情負擔的性伙伴，或包養情夫或情婦的現象。包養即與第三者保持固定性關係，並向其支援金財的行為，包養男性稱為「養小狼狗」、「包二爺」、「貼小白臉」。離婚一般會令婚姻中較弱勢一方獲得更多保障，而在兩性不平等的社會機制下，多數離婚的女性較之男性更爲得利，導致女性外遇有利可圖，不只滿足情感和性慾，有些意在報復丈夫外遇。
現代提倡性別平等和自由戀愛的思想，違反排他承諾的兩性外遇同樣受到譴責，被認定為對配偶不忠的行為，但當出現外遇時，現代社會鼓勵雙方以平等的態度盡快處理，選擇緩解，或結束雙方的感情關係。有觀點認爲，童年经历过父母婚外情及離婚的人往往恐惧和厌恶结婚生育。

## 相關法律
中華民國刑法第239條規定通姦罪：『有配偶而與人通姦者，處一年以下有期徒刑。其相姦者，亦同』。通姦罪屬告訴乃論罪，通姦的連續犯會加重其刑二分之一。通姦罪告訴期間是六個月，若超過期限提出告訴，其罪名無法成立。但於2020年5月29日，大法官釋字第791號已宣布通姦罪違憲，立即失效。
《中华人民共和国刑法》对破坏军婚罪规定的判刑标准是三年以下有期徒刑或拘役，对于现役军人来讲，如果配偶也是军人，军人之间相互出轨的时候都清楚配偶的身份，这种情况下仍然在一起同居或者登记结婚的，已构成破坏军婚罪。

## 相關作品
- 《查泰萊夫人的情人》：小說，D·H·勞倫斯著。
- 《失樂園》：小說，渡邊淳一著，ISBN：9867413407
- 《麥迪遜之橋》（又名《廊桥遗梦》）：小說。電影（主演）
- 《倚天屠龙记》：小说，金庸著
- 《男人四十》：电影：2001电影，许鞍华导演
- 《愛情決勝點（Match point）》：2005年電影，伍迪·艾伦導演
- 《愛人》：日文歌，鄧麗君演唱
- 《偷情》：粵語歌，張國榮演唱
- 《餘情未了》：粵語歌，李國祥演唱
- 《烟霞》：粵語歌，容祖儿演唱
- 《吴哥窟》：粵語歌，吴雨霏演唱
- 《告白》：粵語歌，吴雨霏演唱
- 《无人之境》：粵語歌，陈奕迅演唱
- 《三個人的探戈》：粵語歌，陈奕迅演唱
- 《漩涡》，粵語歌，彭羚、黄耀明演唱（可能是香港樂壇史上首位女歌手婚後仍能發表外遇題材的歌曲）
- 《罪人》，粵語歌，李克勤演唱
- 《逢星期四》，粵語歌，应昌佑演唱
- 《花落无声》，粵語歌，杨斌演唱
- 《一拍两散》，粵語歌，容祖儿演唱
- 《生命的插曲》：粵語歌，張學友演唱
- 《两个只能爱一个》，粵語歌，叶文辉演唱
- 《我估不到》，粵語歌，刘美君演唱
- 《短罪》，粵語歌，乐瞳演唱
- 《三位一体》，粵語歌，吴雨霏、方力申、廖梦乐演唱
- 《我只能跳舞》：粵語歌，杨千嬅演唱
- 《三角關係完全手冊》：電子書，陳靜怡心理師＆失戀花園。

## 註腳
1. ↑  . Will的美语课.   [2021-01-11]. （原始内容存档于2021-01-12）.
2. ↑  彭晴. . am730. 2011-05-26  [2021-08-31]. （原始内容存档于2021-08-04）.
3. ↑  梁佩瑚. . 香港東方日報. 2011-05-05  [2021-08-04]. （原始内容存档于2021-08-04）.
4. 1 2  . 网易. 2018-01-12  [2019-12-14]. （原始内容存档于2019-12-14） （简体中文）.
5. ↑  賴俊佑. . TVBS新聞網. 2019-04-22  [2019-12-14]. （原始内容存档于2019-12-14） （繁体中文）.